# سمير أويكاني
سمير أويكاني (بالألبانية: Samir Ujkani‏) وهو لاعب كرة قدم كوسوفي ألباني وحامل للجنسية البلجيكية أيضاً في مركز حراسة المرمى ولد في يوم 5 يوليو 1988 في مدينة فيتشترن في جمهورية يوغوسلافيا الاشتراكية الاتحادية، يلعب حالياً مع نادي باليرمو في إيطاليا وسبق له اللعب مع نادي نوفارا وكييفو فيرونا ونادي أندرلخت ونادي إنجلمونستر، و حاليا يلعب مع نادي تورينو كما لعب مع منتخب ألبانيا لكرة القدم ومنتخب كوسوفو لكرة القدم ويبلغ طوله 188 سم.

## روابط خارجية
- سمير أويكاني على موقع الاتحاد الدولي (مؤرشف)  (الإنجليزية)
- سمير أويكاني على موقع الاتحاد الأوربي (الإنجليزية)
- سمير أويكاني على موقع قاعدة بيانات كرة القدم.إي يو (الإنجليزية)
- سمير أويكاني على موقع ناشيونال فوتبول تيمز (الإنجليزية)
- سمير أويكاني على موقع Soccerbase.com (لاعب) (الإنجليزية)
- سمير أويكاني على موقع Soccerway.com (الإنجليزية)
- سمير أويكاني على موقع عالم كرة القدم.نت (الإنجليزية)
- سمير أويكاني على موقع AS.com (الإسبانية)